# Cometa C/2012 K1 (Panstarrs)
C/2012 K1 (PANSTARRS) és un cometa descobert amb magnitud 19,7, a 8,7 AU del Sol el 17 de maig de 2012 emprant el telescopi Pan-STARRS localitzat prop del cim de l'Haleakalā, a l'illa de Maui en Hawaii (U.S.A.).
El cometa comença l'any 2014 a objecte de l'hemisferi nord. A finals d'abril de 2014 lluïa amb una magnitud aparent aproximada de ~8,8 fent-lo objectiu de xicotets telescopis i binoculars dels observadors més experimentats. Acabant el mes de maig la magnitud havia pujat fins a 8,3
El PanStarrs K1 arribarà al seu periheli (punt més proper al Sol) el 27 d'agost de 2014, a una distància de 1,05ua (157.000.000 km) del Sol. Travessara l'equador celeste el 15 de setembre de 2014 convertint-se en objecte de l'hemisferi sud.
El cometa hauria d'arribar la seva magnitud màxima de ~6 a mitjans d'octubre de 2014, quan tindrà una elongació d'uns 75º des del Sol. Potser és visible per a l'observador experimentat a ull nu, però serà molt més fàcil de detectar amb els prismàtics o un telescopi.

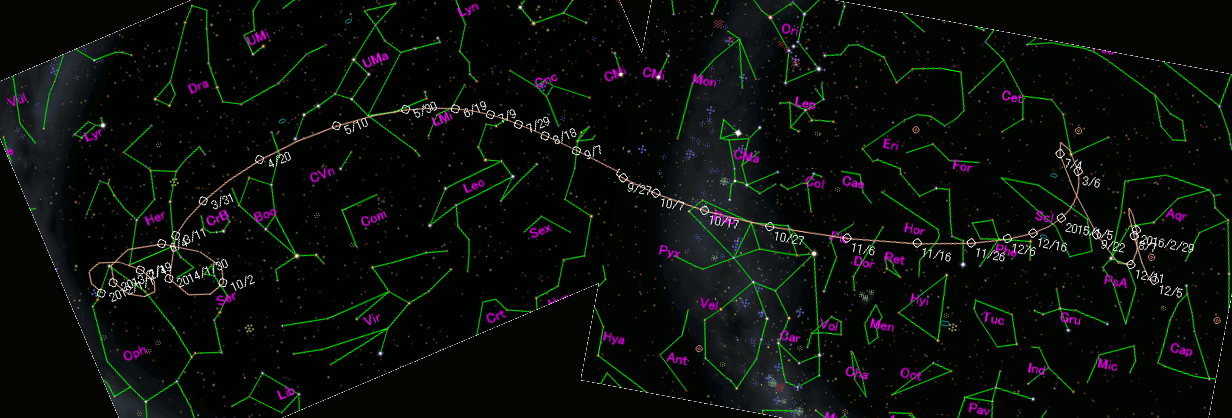
pas pel cel del cometa